# 희상
희상(姬常, ? ~ 28년)은 신나라·후한 초기의 제후로, 주나라 왕실의 후손이다.

## 생애
신 천봉 원년(14년), 아버지 희당의 뒤를 이어 장모공(章牟公) 또는 장평공(章平公)에 봉해졌다.
후한 건무 2년(26년), 다시 주승휴공(周承休公)에 봉해졌다.
아들 희무가 작위를 이었다.

## 출전
- 반고, 《한서》 권18 외척은택후표
- 범엽, 《후한서》 권1상 광무제기 上